# Jimmy McPartland
James Dugald McPartland (Chicago, Illinois; 15 de marzo de 1907-Port Washington, Nueva York, 13 de marzo de 1991), fue un cornetista, trompetista y director de orquesta estadounidense de jazz tradicional y swing.

## Biografía
Para muchos autores, se trata de una de las figuras principales del estilo Chicago, los músicos conocidos en el mundo del jazz como Chicagoans, a comienzo de la década de 1920.
En 1924, sustituye a Bix Beiderbecke en los Wolverines, tocando a continuación con Jean Goldkette, Ben Pollack (1927-1929) y Jack Teagarden. Permanece varios años vinculado a orquestas de baile, en programas radiofónicos, hasta que, en 1937, vuelve a formar su propio grupo, con el que realizará sucesivas giras en las dos décadas siguientes, así como con la banda de Willie «The Lion» Smith. Trabaja también para la televisión, a partir de 1953. Se casará con la pianista inglesa Marian McPartland, de la que se divorció en 1970, aunque volvería a casarse con ella en 1991, poco antes de su muerte.
En los años 1970 y 80, tras varios años de semirretiro, volverá a realizar giras por África y Europa. En 1992, se le incorporó a la Jazz Hall of Fame.